# CAPWAP
CAPWAP (англ. Control And Provisioning of Wireless Access Points, укр. Керування та забезпечення точок бездротового доступу) — мережевий протокол TCP/IP стеку, що використовується у централізовано керованих бездротових мережах. CAPWAP дозволяє контролерам бездротової мережі керувати набором точок бездротового доступу. Специфікація протоколу описана в RFC 5415.

## Загальні відомості
Застосування цього протоколу дозволяє суттєво скоротити час, що витрачається системними адміністраторами великих бездротових мереж на налаштування, моніторинг та усунення несправностей.
CAPWAP базується на протоколі LWAPP. Алгоритм роботи (State machine) CAPWAP подібний до LWAPP, але з додаванням повного встановлення тунелю за протоколом DTLS. Керування конфігураціями та керування пристроями забезпечується за допомогою надсилання конфігурацій та мікропрограм до точок бездротового доступу.
CAPWAP використовує загальний механізм інкапсуляції та транспортування, що робить його незалежним від конкретної бездротової технології.
Специфікація CAPWAP для певної бездротової технології називається прив'язкою (binding). Прив’язка CAPWAP до IEEE 802.11 надається в RFC 5416.
Протокол CAPWAP використовує порти UDP 5246 (канал керування) і 5247 (канал даних).

## Реалізації
Прикладом програмної реалізації протоколу CAPWAP з відкритим кодом є OpenCAPWAP.
Протокол CAPWAP використовується у рішеннях Cisco, Zyxel, Fortinet та інших виробників обладнання для бездротових мереж.